# داچسن (یوتا)
داچسن (به انگلیسی: Duchesne) شهری در ایالت یوتا کشور ایالات متحده آمریکا است که جمعیت آن در سرشماری سال ۲۰۱۰ میلادی، ۱٬۶۹۰ نفر بوده‌است.